# Anloy
Anloy (Waals: Anloe) is een dorp in de Belgische provincie Luxemburg en een deelgemeente van de gemeente Libin.

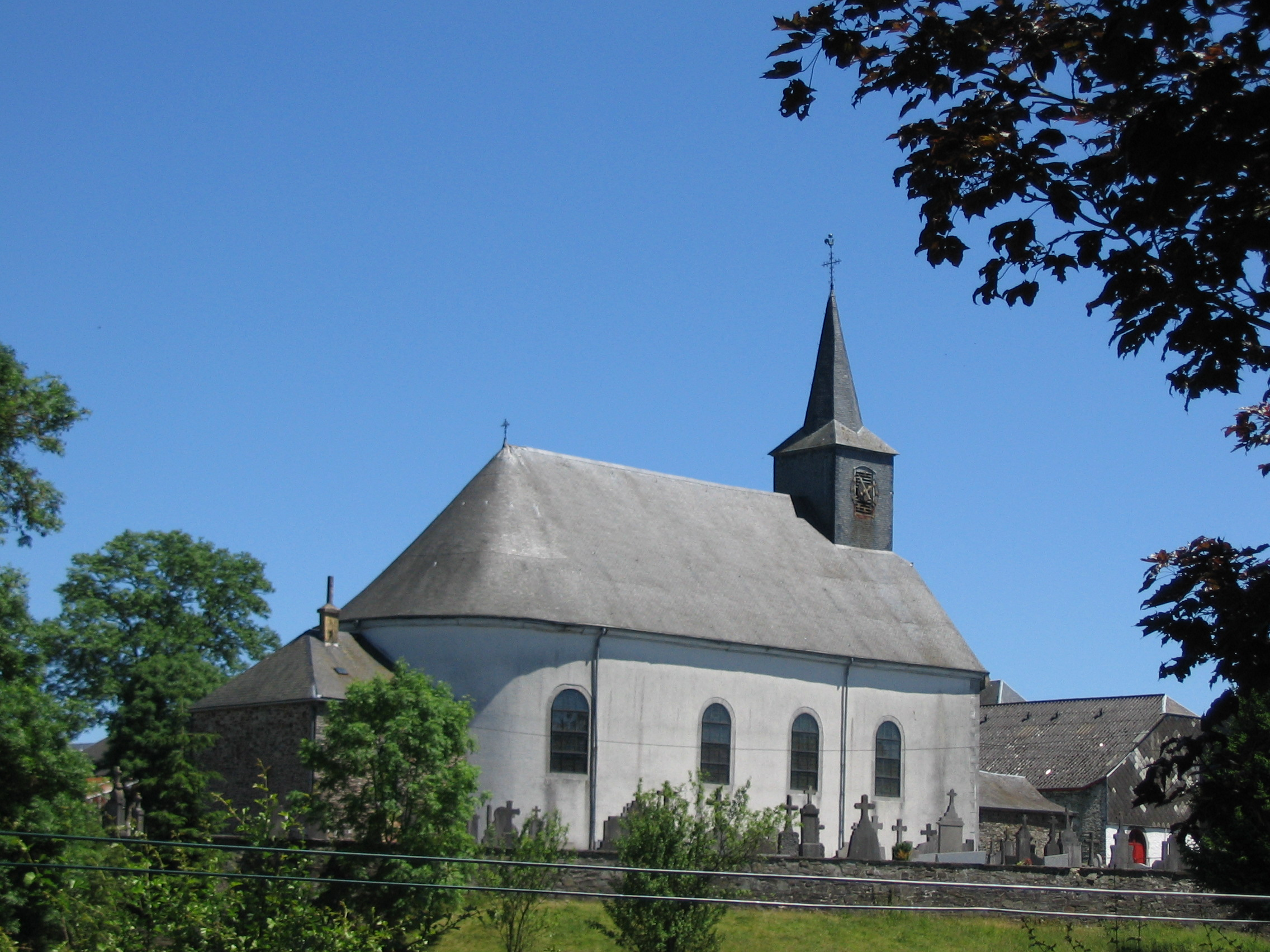
Eglise Sainte-Cécile

## Geschiedenis
Op het eind van het ancien régime werd Framont een gemeente, waartoe ook Anloy behoorde. In 1823 werd Anloy de hoofdplaats van de gemeente, die Anloy werd genoemd. Omdat het dorp Framont zes kilometer verwijderd was van Anloy, werd Framont in 1862 afgesplitst als zelfstandige gemeente.

## Bezienswaardigheden
- de Cimetière d'Anloy-Bruyères, een Frans-Duitse militaire begraafplaats met ruim 1600 gesneuvelden uit de Eerste Wereldoorlog.
- de Eglise Sainte-Cécile

## Demografische ontwikkeling
- Bron: NIS; Opm:1830 t/m 1970=volkstellingen; 1976=inwoneraantal op 31 december
- 1862: afscheiding van Framont dat een zelfstandige gemeente werd

Deelgemeenten: Anloy · Libin · Ochamps · Redu · Smuid · Transinne · Villance

Overige dorpen en gehuchten: Glaireuse · Hamaide · Lesse · Libin-Bas · Libin-Haut · Sèchery

Belgische gemeenten · Arrondissement Neufchâteau · Luxemburg · Wallonië